# 川合清丸
川合 清丸（かわい きよまる、嘉永元年11月21日（1848年12月16日） - 大正6年（1917年）6月24日）は、神道・禅・儒学の三道を融合して、「日本の国教」を確立しようとした思想家、宗教家。字は子徳、号は山陰道士、無々道人。

## 経歴
因幡国箆津（現、鳥取県琴浦町）出身。父親が太一垣神社の神職であったので、幼少から神道を学び、太一垣神社の社掌となった。
明治6年（1873年）に大神山神社の権宮司となる。大神山神社と大山寺との関係から生じた神仏分離問題に関する庶務で東京に出た時に、神仏への信仰や道徳心の荒廃した風潮を目の当たりにしたという。これをきっかけに、神道のみならず儒教・仏教・キリスト教や西洋の学問を広く学ぶ必要を痛感し、遊学した。禅は鳥尾小弥太より学んだ。
その後、勝海舟、山岡鉄舟、高橋泥舟の知遇を得て、鉄舟の援助のもとに、明治21年（1888年）に鳥尾小弥太、本荘宗武とともに「日本国教大道社」を設立。神儒仏三道による国教確立と反欧化主義を唱えた。大道社の幹事・執筆主任に就任した清丸は、機関誌『大道叢誌』への執筆を通じて多くの支持者を獲得し、大道社は国家主義の一大勢力となった。
清丸の執筆活動は70歳で死去するまで続き、残した膨大な著作は『川合清丸全集』（橋本五雄編、1931-1933年）にまとめられている。